# 押見修造
押見修造（日语：／ Oshimi Shūzō，1981年3月19日—）是一名日本漫畫家，群馬縣出身。

## 作品
- 前衛的夢子（日语：アバンギャルド夢子）（2003年、《別冊Young Magazine（日语：月刊ヤングマガジン）》、全1卷）

- （2005-2006年、《週刊Young Magazine》→《別冊Young Magazine》、全4卷）
- （2007-2008年、《週刊Young Magazine》、全2卷）
- ちーちゃん（原案協力：内藤瑛亮・「毒娘」製作委員会、『週刊ヤングマガジン』2024年7号 - 2024年15号）
- 瞬きの音（『ビッグコミックスペリオール』2025年1号 - ）

東立代理:
- 甜蜜泳池邊（2004年、《週刊Young Magazine》→2011年、《别册少年Magazine》重新發佈、全1卷）
- 漂流網咖（日语：漂流ネットカフェ）（2008 - 2011年、《漫畫ACTION》、雙葉社、全7卷）
- 惡之華（2009 - 2014年、《别册少年Magazine》、講談社、全11卷）
- 志乃同學說不出自己的名字（2011 - 2012年、《ぽこぽこ》、太田出版、全1卷）
- 我在麻理體內（日语：ぼくは麻理のなか）（2012 - 2016年、《漫畫ACTION》、雙葉社、全9卷）
- HAPPINESS（日语：ハピネス (押見修造の漫画)）（2015 - 2019年、《别册少年Magazine》、講談社、全10卷）
- 血之轍（2017 - 2023年、《BigComicSuperior》、全17卷）
- 歸來的愛麗絲（2020 - 2023年、《别册少年Magazine》、全7卷）

### 其它
- 來玩遊戲吧（2018年、第3話片尾插畫）

## 外部連結
押見修造（@shuzo_oshimi） （页面存档备份，存于） - Twitter